# Golden Cap
Die Golden Cap (englisch für Goldmütze) ist ein 2870 m hoher Berg in der antarktischen Ross Dependency. In der Königin-Alexandra-Kette des Transantarktischen Gebirges ist er die höchste Erhebung auf dem Gebirgskamm zwischen Mount Falla und dem Fremouw Peak.
Eine Mannschaft der Ohio State University, welche zwischen 1966 und 1967 die Königin-Alexandra-Kette erkundet hatte, benannte den Berg deskriptiv nach dem goldgelben Sandstein, aus dem der Berg besteht.